# Shojaeddin Shafa
 (avril 2011).
Si vous disposez d'ouvrages ou d'articles de référence ou si vous connaissez des sites web de qualité traitant du thème abordé ici, merci de compléter l'article en donnant les références utiles à sa vérifiabilité et en les liant à la section « Notes et références ».
Shojaeddin Shafa (Šoǧāʿ al-Dīn Šafā), né à Qom (Iran) le 4 octobre 1918 et mort à Paris le 17 avril 2010, est un écrivain, historien, journaliste et diplomate iranien.
Il a traduit Lamartine, Anna de Noailles, Victor Hugo, Chateaubriand, Musset, Les Chansons de Bilitis de Pierre Louÿs, Dante, Nietzsche, Goethe, Heine, Milton, Byron, etc.

## Biographie
(janvier 2014).
Améliorez-le ou discutez des points à vérifier. 
Après des études littéraires à Téhéran, puis en France et en Italie, Shojaeddin Shafa commence une carrière de journaliste.
Nommé directeur de l'information par le Dr. Mossadegh en 1951, il devint quelques années plus tard vice-ministre de la Cour impériale, ambassadeur itinérant d’Iran pour les affaires culturelles, directeur-général de la Bibliothèque Pahlavi, secrétaire-général du Conseil culturel impérial et de l'Union internationale des iranologues.
Il suggère au Shah de célébrer le 2 500e anniversaire de la fondation de l’Empire perse. Il en sera responsable des événements culturels. À cette occasion, il fonde en 1971, avec Jacques Duchesne-Guillemin, Acta Iranica. Encyclopédie permanente des études iraniennes.
La construction d’une Bibliothèque nationale fut interrompue par la Révolution iranienne de 1979. La révolution ayant arrêté la réalisation du projet dans son ensemble, Shojaeddin Shafa accueillit favorablement au début des années 1980 la demande de l’Unesco et du Gouvernement égyptien de faire bénéficier la « Biblioteca Alexandrina » des  études et rapports réalisés pour la Bibliothèque nationale d’Iran.
Au début des années 1970, il entreprend la publication d'une Encyclopédie culturelle de l’Iran : Le Monde d’Iranologie (Jahan Iranshenassi). Les cinq premiers livres (en un volume) parurent à Téhéran en 1976. Les événements de 1979 ne devaient pas permettre la publication des suivants. Un seul ouvrage verra le jour à Huelva (Espagne) en 2000, dans lequel il rappelle que la culture perse, entre autres, a influencé la culture de l’Espagne médiévale, et par-delà la culture en Europe.
En 1979, il trouve refuge en France ; il y a publié 13 ouvrages en 18 volumes. Son ultime ouvrage posthume, Moamaye Adian (L’Énigme des religions), est sous-titré : Recherches sur les religions monothéistes et sur l’origine divine du Coran.
Il meurt à Paris le 17 avril 2010 et est enterré au Cimetière du Montparnasse (division 3).

## Distinctions
- Commandeur des Arts et Lettres, 1961
- Palmes académiques, 1965
- Officier de la Légion d’Honneur, 1963
- Lauréat du Grand Prix Littéraire Impérial de l’Iran (1956) ; Lauréat du Grand Prix International de Florence (1971) pour sa traduction de la Divine Comédie de Dante ; Lauréat du Grand Prix Littéraire Impérial de l’Iran (1971) ; Docteur Honoris Causa de l’Université de Rome ; Docteur Honoris Causa de l’Université de Moscou ; Membre honoraire de l’Académie Royale d’Histoire d’Espagne ; Membre honoraire de la Société des Gens de Lettres de Paris ; Membre honoraire de l’Institut des Relations Culturelles d’Italie (IsMEO) ; Membre honoraire de l’Académie Hammer-Purgstall de Vienne[5].

## Œuvres

### Ouvrages en persan parus avant la révolution de 1979
- La Divine Comédie, de Dante Alighieri (3 vol.)[9]
- Le Paradis Perdu, de Milton
- Divan-e Shargi-ye Johann Wolfgang Goethe[10] ((fr) Divan occidental-oriental ; (de)West-östlicher Divan), Tehran, Nakhostin, 2006[11]
- Les plus beaux poèmes de Lamartine
- Les plus beaux poèmes de Byron
- Les plus beaux poèmes de Heine
- Les plus beaux poèmes d’Hugo
- Les plus beaux poèmes de Musset
- Ainsi parlait Zarathoustra, de Nietzsche
- Les plus beaux poèmes d’Anna de Noailles
- Les Chansons de Bilitis, de Pierre Louÿs
- Anthologie de la poésie grecque
- Anthologie de la poésie chinoise
- Anthologie de la poésie américaine
- Anthologie des plus beaux poèmes sur l’Iran
- Les chefs-d’œuvre de la poésie classique
- Les plus belles pages de la littérature mondiale
- Anthologie de la poésie féminine
- L’Iran dans la littérature française
- Histoires extraordinaires, d’Edgar Allan Poe
- Nouvelles de grands auteurs (8 vol.)
- Le roman de la momie, de Théophile Gauthier
- Les neiges du Kilimandjaro, d’Ernest Hemingway
- Candide et l’Homme du destin, de George Bernard Shaw
- Histoire des mythologies
- Le destin maître, de Jean Finot
- Les Opinions et les Croyances, de Gustave Le Bon
- Les bien-aimés (6 nouvelles)
- Treize essais historiques
- Dix-huit essais littéraires
- Quatre essais sur l’Art
- « Acta Iranica », revue scientifique fondée par Shojaeddin Shafa, directeur de la Bibliothèque Pahlavi, 50 volumes
- « Le Monde d’Iranologie », Encyclopédie culturelle de l’Iran. 3.000 ans de rayonnement de la culture iranienne dans le monde, 22 volumes, inachevée.

### Ouvrages en persan parus après la révolution de 1979
- L’Iran à la croisée des chemins, Washington, 1980
- Lutte contre le Mal, 14 siècles de poèmes en persan sur le thème de la religion
- De Koleyni à Khomeyni. Réponses à des questions vieilles de mille ans
- Crime et Châtiment. À propos de la première révolution obscurantiste de l’Histoire
- Une nouvelle naissance pour l’Iran au troisième millénaire : Tavalodidigar
- Five Analysis about Tavalodidigar
- Trente lettres ouvertes
- 1 400 ans (d'Islam chiite)
- Lueurs dans la nuit
- L’énigme des religions. Recherches sur la trilogie des religions abrahamiques et sur les origines du Coran (œuvre posthume)
- Iran va Espana   Le rôle culturel de l'Iran dans la civilisation et la culture occidentales à travers l'Espagne musulmane

### En espagnol
- De Persia a la España musulmana : la historia recuperada, Université de Huelva (Espagne), 2000, traduction en espagnol du manuscrit en français, inédit, par Maria Angeles Gallego Garcia